# Puya tyleriana
Puya tyleriana är en gräsväxtart som beskrevs av Sagást., Zapata och Michael O. Dillon. Puya tyleriana ingår i släktet Puya och familjen Bromeliaceae. Inga underarter finns listade i Catalogue of Life.